# Горњи Уљаник
Горњи Уљаник (хрв. Gornji Uljanik) је насељено место у саставу града Гарешнице, Бјеловарско-билогорска жупанија, Хрватска.

## Историја
До територијалне реорганизације у Хрватској био је у саставу старе општине Дарувар.

## Становништво
У попису становништва из 2011. године, Горњи Уљаник је имао 116 становника.
| Број становника према пописима | Број становника према пописима | Број становника према пописима | Број становника према пописима | Број становника према пописима | Број становника према пописима | Број становника према пописима | Број становника према пописима | Број становника према пописима | Број становника према пописима | Број становника према пописима | Број становника према пописима | Број становника према пописима | Број становника према пописима | Број становника према пописима | Број становника према пописима |
| ------------------------------ | ------------------------------ | ------------------------------ | ------------------------------ | ------------------------------ | ------------------------------ | ------------------------------ | ------------------------------ | ------------------------------ | ------------------------------ | ------------------------------ | ------------------------------ | ------------------------------ | ------------------------------ | ------------------------------ | ------------------------------ |
| 1857                           | 1869                           | 1880                           | 1890                           | 1900                           | 1910                           | 1921                           | 1931                           | 1948                           | 1953                           | 1961                           | 1971                           | 1981                           | 1991                           | 2001                           | 2011                           |
| 191                            | 0                              | 0                              | 390                            | 461                            | 447                            | 506                            | 446                            | 393                            | 378                            | 345                            | 281                            | 222                            | 168                            | 130                            | 116                            |

Напомена: Године 1857 и 1890. исказивано под именом Прасице. Године 1869 и 1880. подаци су садржани у насељу Уљаник. До 1900. исказивано као део тог насеља. Године 1981. смањен издвајањем дела насеља које је постало самостално насеље Уљанички Бријег.

### Попис1991.
У попису становништва из 1991. године, Горњи Уљаник имао је 168 становника, са следећим националним саставом:
| Попис 1991.‍  | Попис 1991.‍  | Попис 1991.‍ | Попис 1991.‍ | Попис 1991.‍ |
| ------------ | ------------ | ----------- | ----------- | ----------- |
|              |              |             |             |             |
| Хрвати       | Хрвати       |             | 105         | 62,50%      |
| Југословени  | Југословени  |             | 19          | 11,30%      |
| Чеси         | Чеси         |             | 16          | 9,52%       |
| Срби         | Срби         |             | 15          | 8,92%       |
| Аустријанци  | Аустријанци  |             | 1           | 0,59%       |
| Мађари       | Мађари       |             | 1           | 0,59%       |
| Македонци    | Македонци    |             | 1           | 0,59%       |
| Роми         | Роми         |             | 1           | 0,59%       |
| Словенци     | Словенци     |             | 1           | 0,59%       |
| неопредељени | неопредељени |             | 4           | 2,38%       |
| непознато    | непознато    |             | 4           | 2,38%       |
| укупно: 168  |              |             |             |             |

### Попис1910.
| Горњи Уљаник | Горњи Уљаник |
| --- | --- |
| језик | вера |
| укупно: 447 Хрватски 274 (61,29%) Српски 64 (14,31%) Мађарски 49 (10,96%) Чешки 47 (10,51%) Словачки 10 (2,23%) Немачки 3 (0,67%) | <div style="border:solid transparent;position:absolute;width:100px;line-height:0;<div style="border:solid transparent;position:absolute;width:100px;line-height:0; укупно: 447 Римокатолици 345 (77,18%) Православци 64 (14,31%) Калвинисти 33 (7,38%) Лутерани 5 (1,11%) - (-%) |